# プーナ条約
プーナ条約（プーナじょうやく、英語：Treaty of Poona）は、1817年6月13日にインドのプネーにおいて、イギリス東インド会社とマラーター王国との間に結ばれた条約。プネー条約とも呼ばれる。プーナとはプネーの英語読みである。

## 概要
1814年、マラーター王国の宰相バージー・ラーオ2世とガーイクワード家との間にグジャラートのアフマダーバード領有をめぐり争いが発生した。その調停はイギリスにゆだねられた。だが、1815年7月14日にガーイクワード家から派遣された使節ガンガーダル・シャーストリーを、バージー・ラーオ2世の家臣が暗殺してしまう。暗殺したその家臣はイギリスによって逮捕され、ボンベイに投獄された。
だが、1816年9月にこの家臣は脱獄し、バージー・ラーオ2世は彼に資金を援助し、兵を集めさせた。また、シンディア家のダウラト・ラーオ・シンディアとホールカル家のマルハール・ラーオ・ホールカル2世に対して、挙兵してイギリスに共同で立ち向かうこと提案した。
しかし、この動きはまもなくイギリスに察知され、1817年6月13日にバージー・ラーオ2世に対して、新たな条約を押し付けた。これは以下のような内容だった。
- いかなる場合においても、イギリス以外の外国との外交交渉を行ってはならない
- またそれを保証するために、外交使節を他国に派遣すること及び他国の外交使節を受け入れることを禁じる
- 外国との交渉はイギリス東インド会社の駐在官を通してのみ行うこと

この条約は「形式においても、実質においても、マラーター同盟を解体すること」を認めさせるものだった。また、イギリスが当時押し進めていたインド諸侯の藩王国化そのものでもあった。
だが、この条約は宰相バージー・ラーオ2世にイギリスとの全面対決を決意させ、同年11月からの第三次マラーター戦争につながった。